# Jitte
 (septembre 2007).
Si vous disposez d'ouvrages ou d'articles de référence ou si vous connaissez des sites web de qualité traitant du thème abordé ici, merci de compléter l'article en donnant les références utiles à sa vérifiabilité et en les liant à la section « Notes et références ».

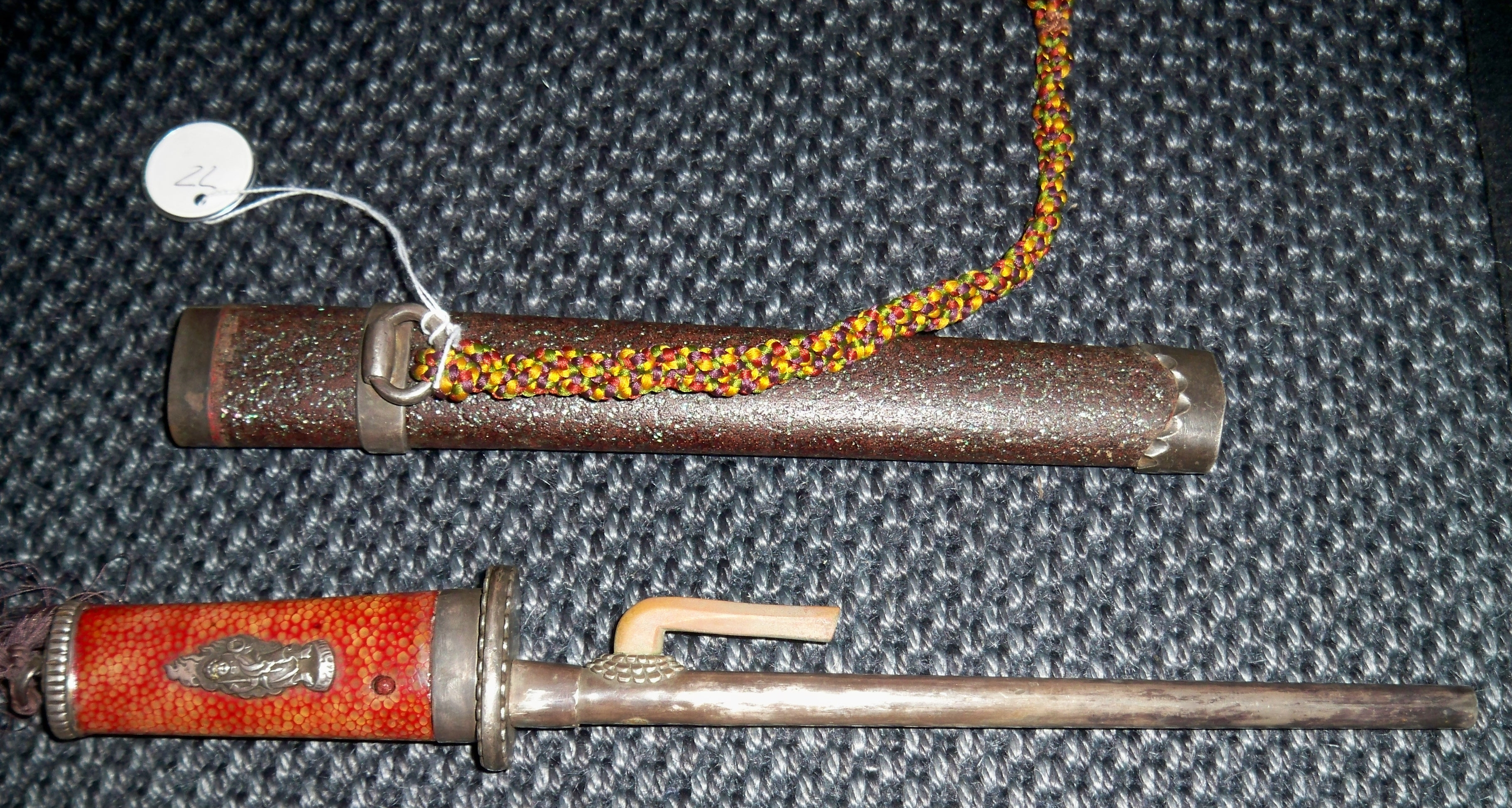
Un jitte avec son fourreau (koshirae).

Le jitte (十手, じって), également prononcé jittei (十手, じってい) ou jutte (十手, じゅって), est une arme traditionnelle japonaise utilisée principalement au cours de la période féodale de l'histoire du Japon. Elle est similaire au sai, mais ne possède qu'une seule « griffe », contrairement au sai qui en a deux.
C'est une des nombreuses armes des ninjas, mais aussi des policiers ; elle permettait de neutraliser sans tuer, car non tranchante et dépourvue de réelles « pointes » (bien que la lame soit particulièrement effilée).
Ces armes étaient souvent utilisées par paires, ou accompagnées d'une arme telle qu'un sabre ou un couteau.

## Usage
Le jitte permettait de coincer puis de briser une lame adverse, ou même de saisir l'arme de l'ennemi pour prendre le dessus lors d'un combat.
C'était une arme appréciée pour son efficacité, bien que le sai soit théoriquement plus efficace, puisqu'il était « le double » d'un jitte avec ses deux « griffes ».
Certains jitte avaient, attachées à la pointe de leurs lames, des chaînes munies d'une boule de bois ou d'un boulet métallique. On les appelait alors kusari chigiriki.
Ce genre d'arme a eu une diffusion plutôt importante chez les ninjas, surtout à l'époque où ils faisaient plus ou moins office de police, dans les temps proches de la révolution au Japon, au milieu du XIXe siècle, bien qu'elle ne fût pas autant utilisée que les ninja-tô, kyoketsu shoge ou kusarigama.

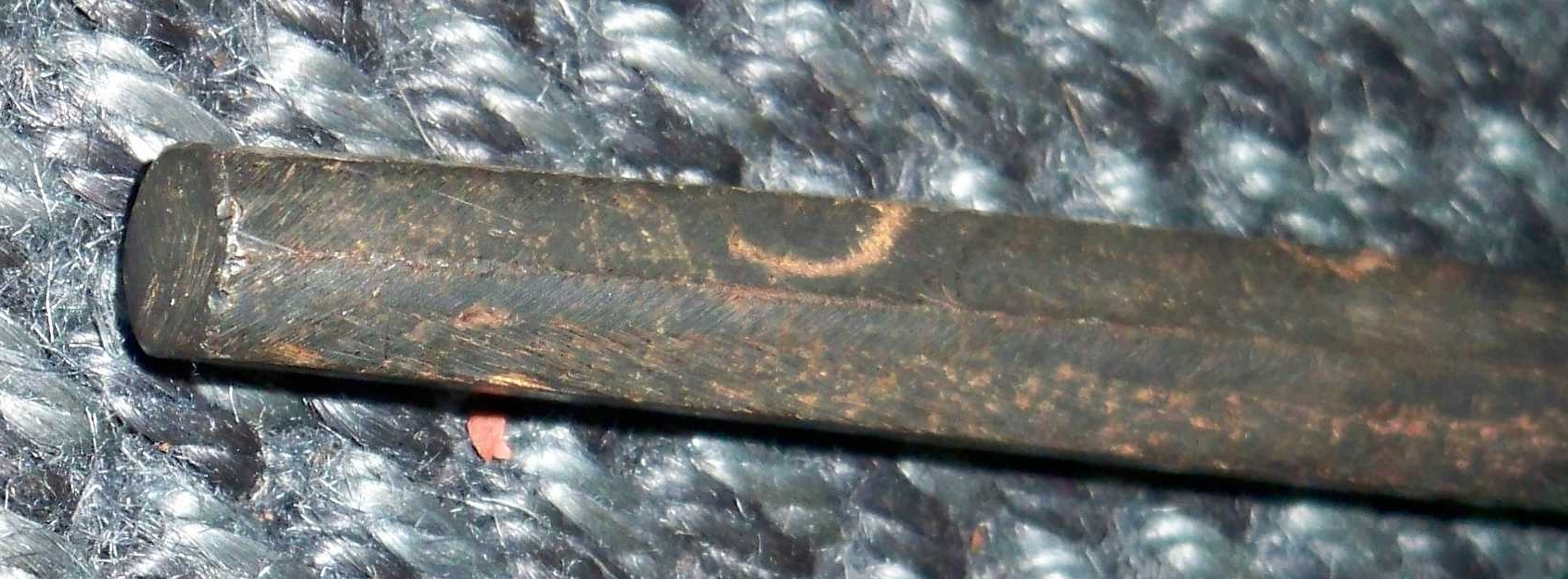
Extrémité d'un jitte.
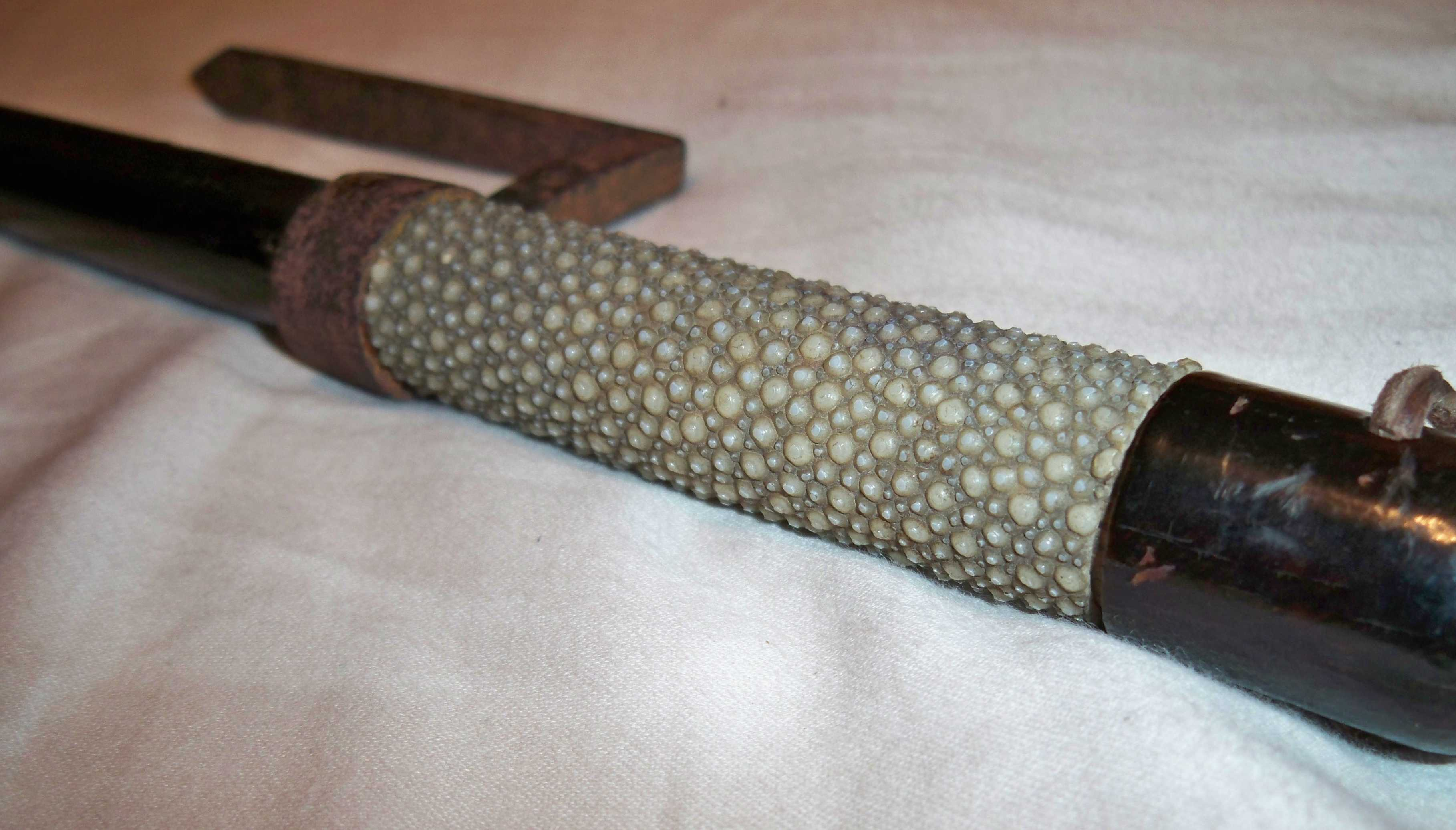
La poignée (tsuka).
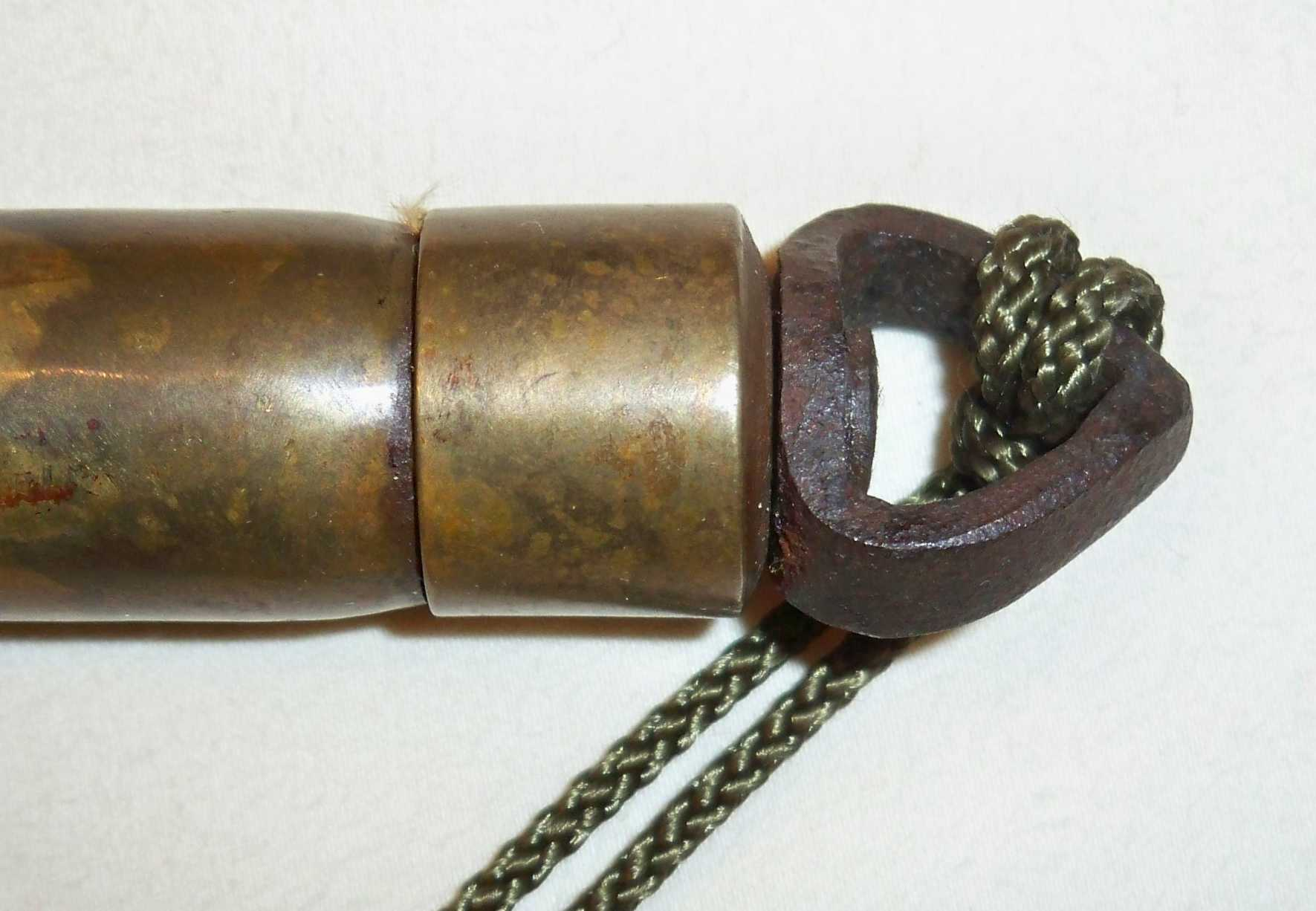
La boucle au pommeau du tsuka.
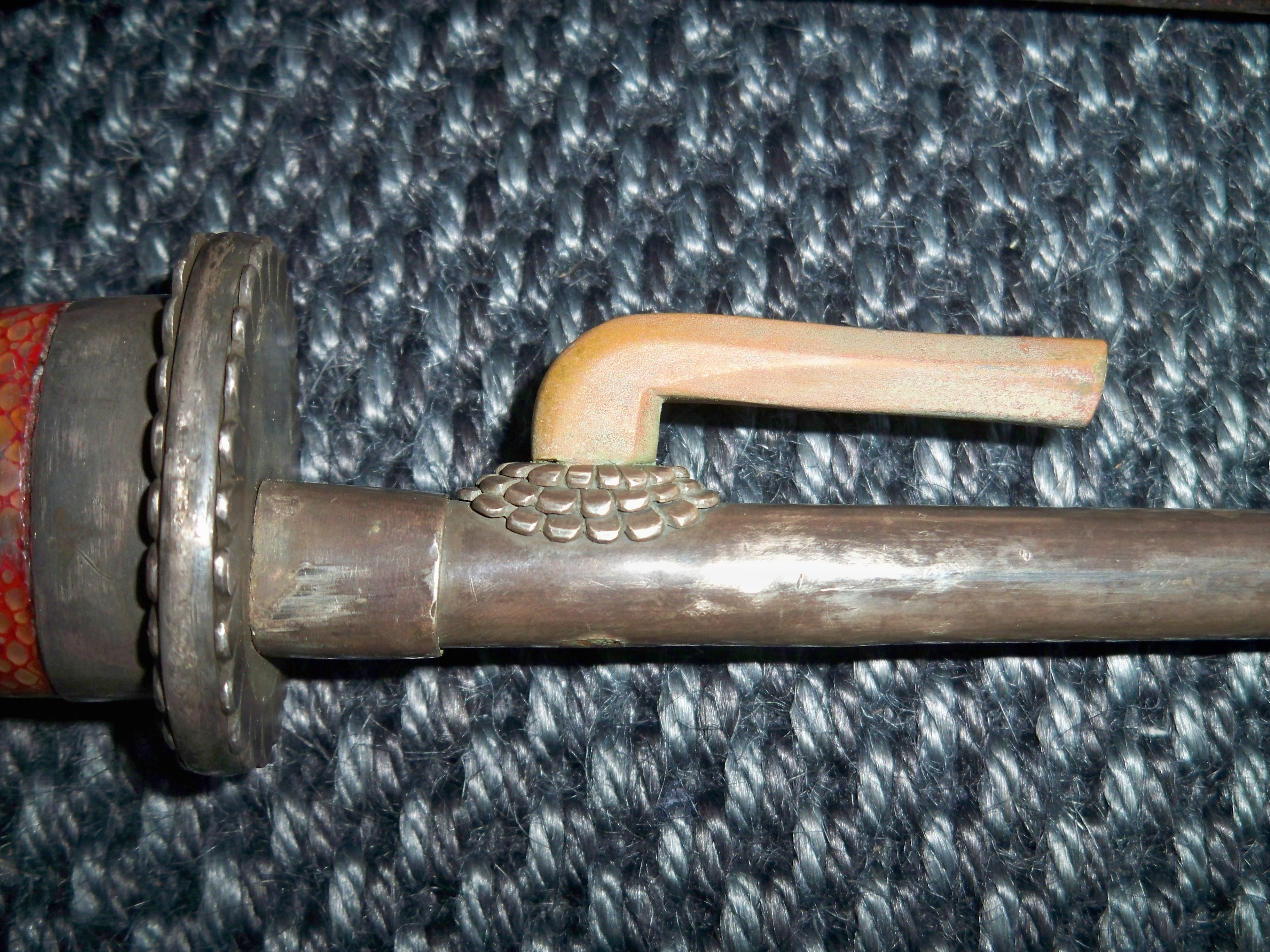
Le crochet (kagi).
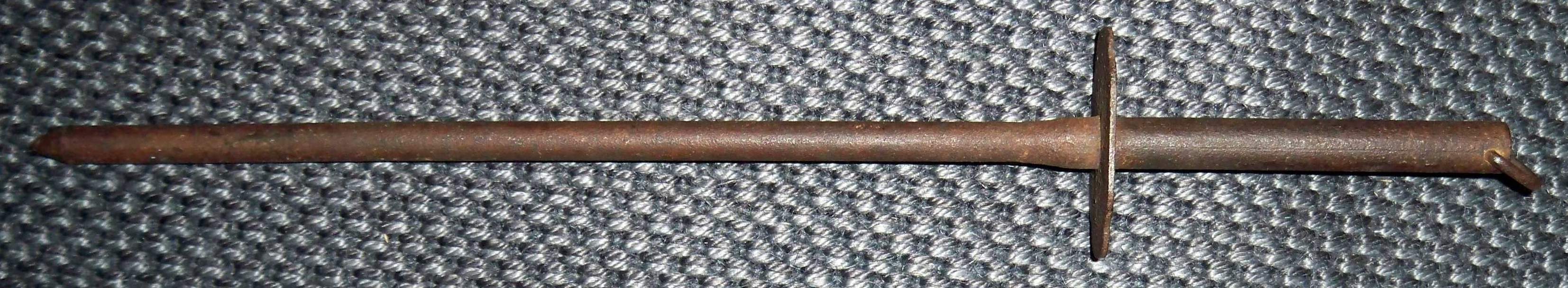
Un jitte sans crochet.
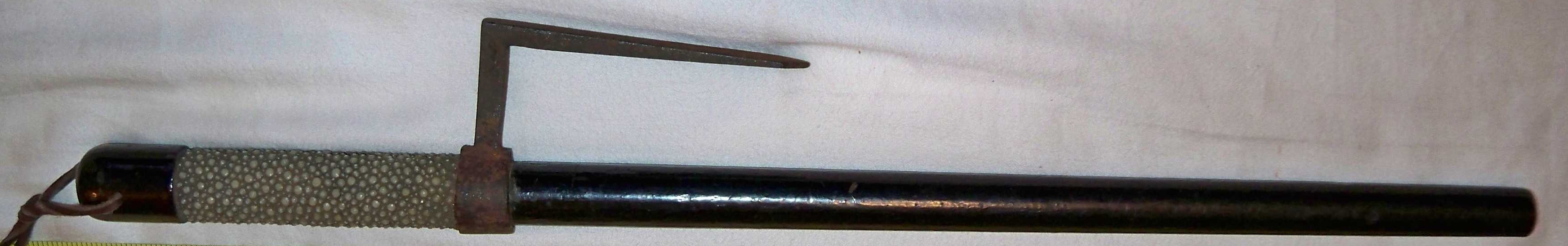
Un jitte de samouraï, avec un manche (boshin) en bois.
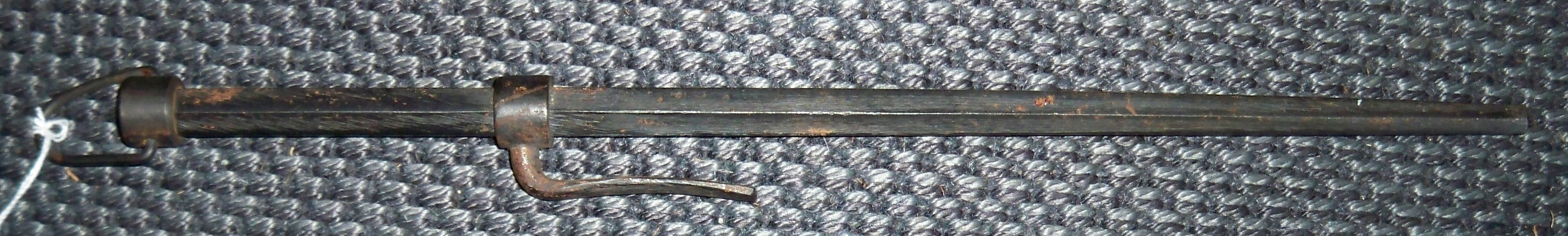
Un jitte avec un manche hexagonal.
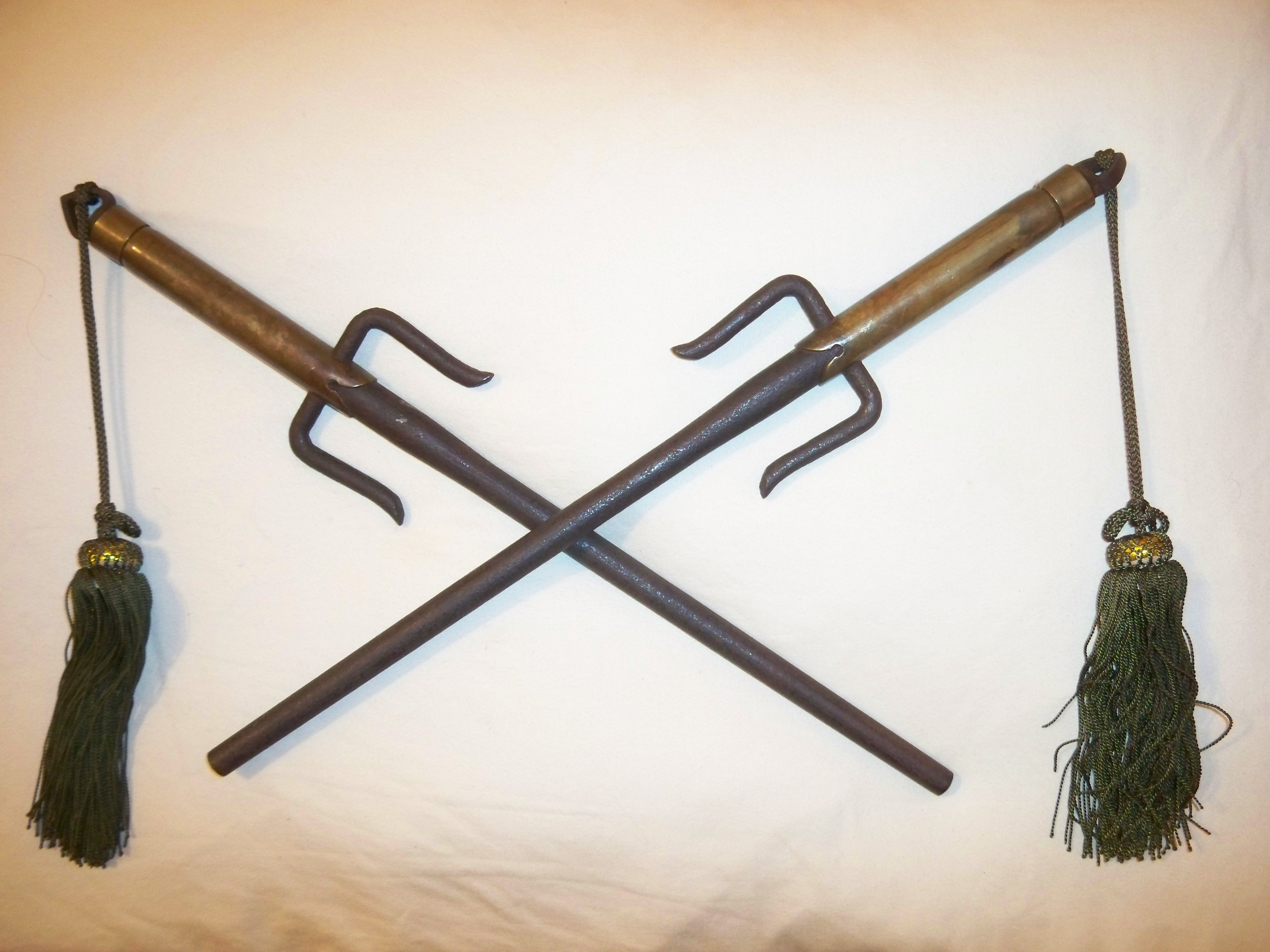
Une paire de jitte en fer et de kagi, semblables à un sai.

## Dans la culture populaire

### Télévision
- Dans la série San Ku Kaï, les deux héros Ayato et Ryu se servent de jitte rétractables.

### Manga et anime
- Dans One Piece, le vice-amiral Smoker utilise un long jitte.
- Dans Cyber City Oedo 808, les cybercriminels engagé par la police d'Oedo sont équipés d'un jitte comme arme de service et symbole de leur fonction officielle.
- Dans Mew Mew Power, le personnage de Dren utilise ces armes pour combattre.
- Dans Darwin's Game, Liu Xuelan utilise des Jitte durant ses divers combats.

### Jeux vidéo
- Dans la série Street Fighter, le personnage de Sodom utilise des jitte comme arme favorite.
- Dans Soul Calibur IV, le personnage de Taki peut utiliser des jitte, selon le costume qui lui est attribué.
- Dans le jeu Genshin Impact, le personnage Shikanoin Heizou utilise un jitte comme arme secondaire après ses poings.